# Noël Crozier
Pour les articles homonymes, voir Crosier.
Pas d'image ? Cliquez ici
Noël Crozier, né le 12 décembre 1947 à Veauche (Loire), est un routier français, conducteur de camions.

## Biographie
Avant de piloter des camions Noël Crozier a piloté des voitures. Notamment une Lola T298 (ou T296?) en courses de côté.
Il a gagné de nombreuses courses de poids lourds sur MAN à travers l'Europe, et il participe régulièrement aux 24 heures du Mans camions.
Il possède également le Team Crozier Compétition.
Ses enfants sont aussi des routiers, et son fils Hervé a été deux fois deuxième de la Coupe de France Camions, en 2008 et 2010 (4e en 2011, 2012 et 2014).

## Palmarès
- 1986 : 3e au championnat d'Europe classe A
- 1987 : Vice-champion d'Europe classe A
- 1988 : 3e au championnat d'Europe classe A
- 1989 : 3e au championnat d'Europe classe A
- 1993 : Vice-champion d'Europe classe B
- 1996 : Champion de France
- 1998 : Champion de France
- 1999 : Champion de France
- 2000 : Champion d'Europe catégorie "Trucks"
- 2000 : Champion d'Espagne
- 2001 : Vice-champion d'Europe catégorie "Super-Trucks B"
- 2001 : Vice-champion d'Espagne
- 2002 : 3e au championnat d'Europe
- 2003 : Champion de France
- 2004 : Champion de France Trucks
- 2006 : Victoire des 24 Heures du Mans
- 2007 : 2e de la Coupe de France
- 2008 : Coupe de France
- 2009 : Coupe de France
- 2010 : Coupe de France (8e titre national)
- 2011 : 2e de la Coupe de France
- 2012 : 3e de la Coupe de France
- 2013 : 2e de la Coupe de France
- 2014 : 3e de la Coupe de France

### De son Team
- 1997 : Champion de France - Nicolas Crozier
- 2000 : Champion de France - Pierre Lartigue
- 2003 : Vice-champion de France - Hervé Crozier
- 2008 et 2010 : 2e de la Coupe de France - Hervé Crozier